# Golesj
Golesj (bulgariska: Голеш) är ett distrikt i Bulgarien.   Det ligger i kommunen Obsjtina Kajnardzja och regionen Silistra, i den nordöstra delen av landet, 400 km öster om huvudstaden Sofia.
Trakten runt Golesj består till största delen av jordbruksmark. Runt Golesj är det glesbefolkat, med 14 invånare per kvadratkilometer.